# St. Hedwig (Köln)

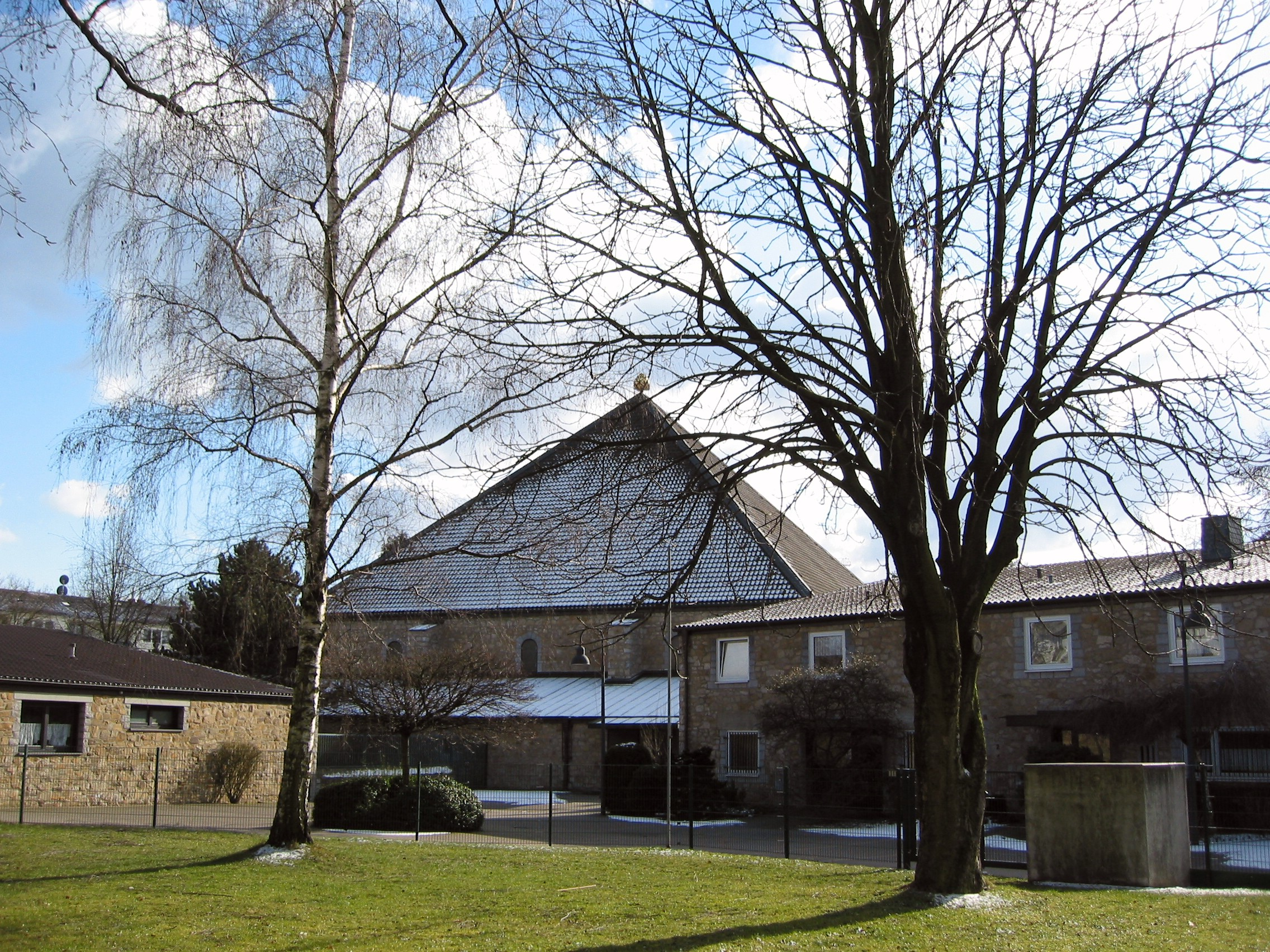
Nordseite mit Pfarrbauten

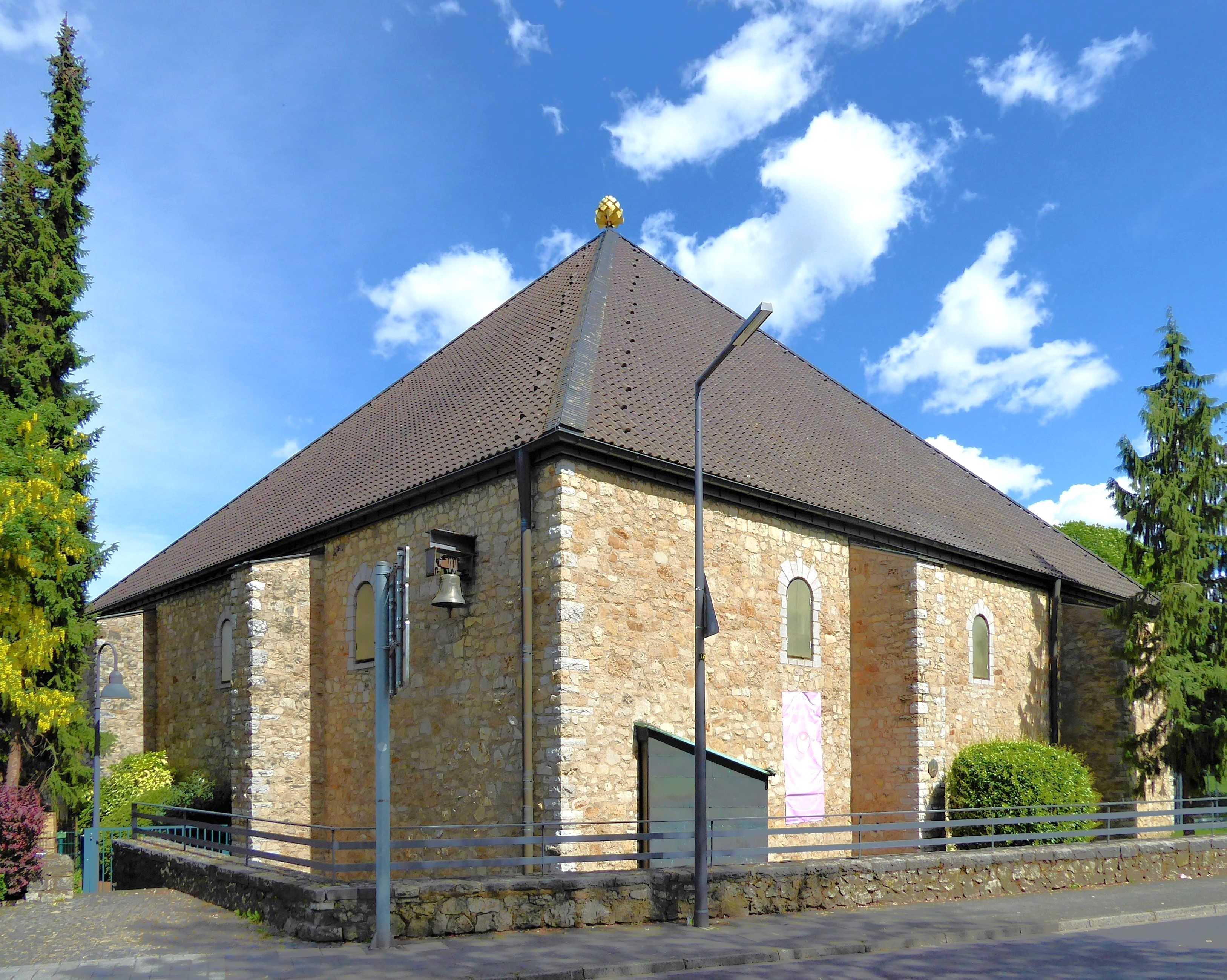
Ansicht von Süden

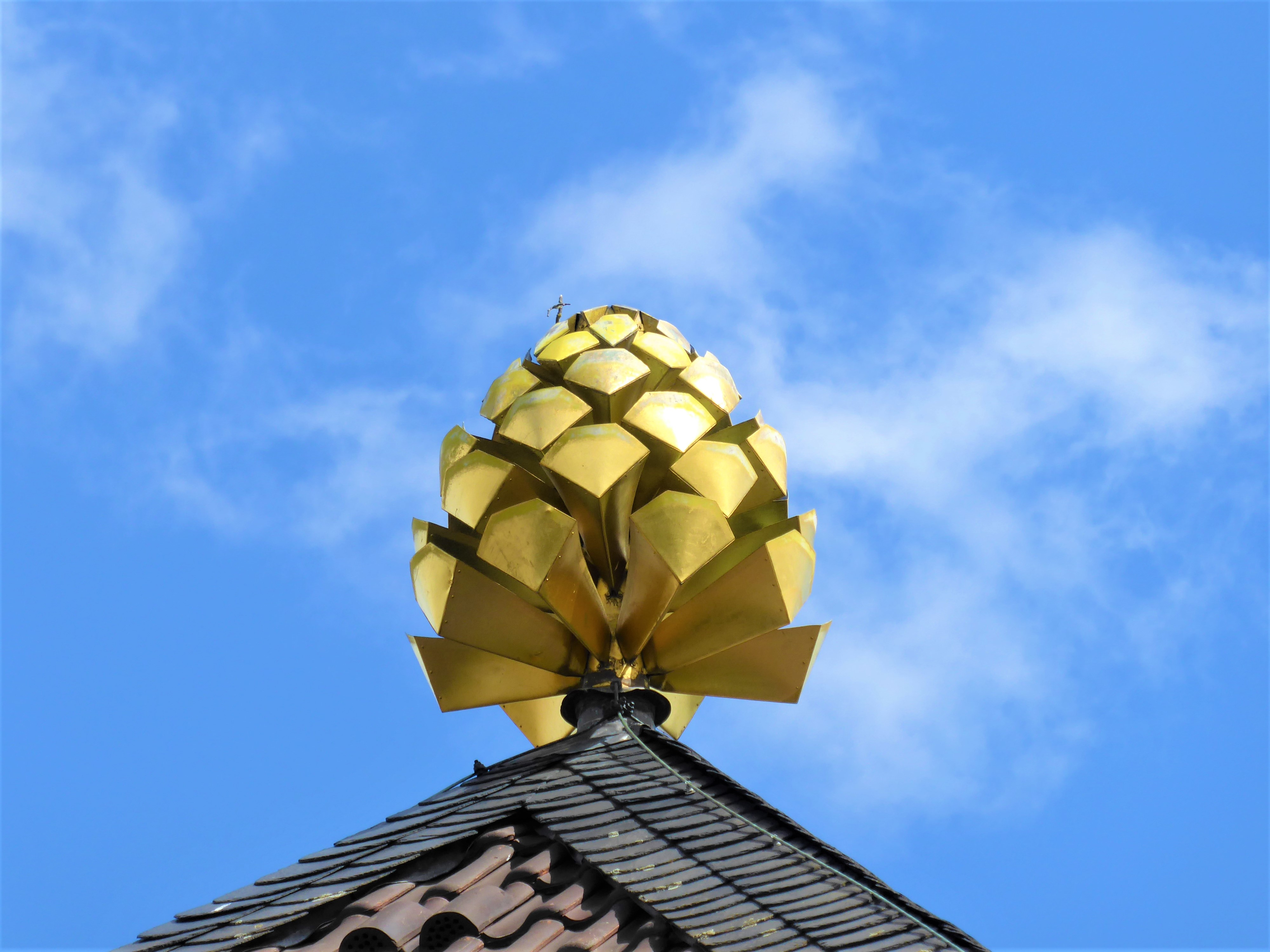
Ein stilisierter Pinienzapfen als Bekrönung der Dachpyramide

St. Hedwig ist eine katholische Kirche im Kölner Stadtteil Höhenhaus, die in den Jahren 1966 bis 1967 nach Entwürfen der Architekten Emil Steffann und Gisberth Hülsmann erbaut und im Oktober 1969 geweiht wurde. Die Kirche steht unter dem Patrozinium von Hedwig von Andechs und wurde 1967 mit dem Kölner Architekturpreis ausgezeichnet.

## Geschichte und Bau
Auf dem Gemeindegebiet der Pfarrei St. Johann Baptist in Höhenhaus ergab sich aufgrund des Zuzugs von Kriegsheimkehrern und Heimatvertriebenen der Bedarf nach einer weiteren Kirche neben den bereits in den 1950ern gebauten St. Johann Baptist und Zur Heiligen Familie. Sowohl städtischerseits als auch durch die katholische Baugenossenschaft DEWOG wurde der Stadtteil weiter entwickelt, so dass Anfang der 1960er für das erzbischöfliche Generalvikariat eine weitere Pfarrgründung anstand. Dass Hedwig von Andechs, auch Hedwig von Schlesien genannt, als Pfarrpatronin ausgewählt wurde, sollte insbesondere die aus Schlesien stammenden Neubürger ansprechen.
Emil Steffann erhielt den Auftrag zur Entwurfsplanung, und im Jahr 1966 fand die Grundsteinlegung statt. Noch vor der Weihe nahm die Gemeinde die Kirche ab 29. Juni 1967 liturgisch in Gebrauch; die offizielle Weihe erfolgte erst am 18. Oktober 1969.
Im Gründungsjahr des Kölner Architekturpreises 1967 wurde St. Hedwig mit diesem ausgezeichnet. Das Entwurfsmodell der Kirche wird in der Modellsammlung des Deutschen Architekturmuseums aufbewahrt.

## Baubeschreibung
Innerhalb eines Ensembles von Pfarrgebäuden steht St. Hedwig frei als schlichter, rechteckiger Bau aus unverputztem Naturstein mit großem Pyramidendach (ein Autor nennt aus Trümmern gewonnene Steine als Baumaterial). Nur wenige, nischenartige Rundbogenfenster öffnen sich nach außen, drei Wände werden an je drei Achsen von vorspringenden Steinpfeilern gegliedert. Auf der Spitze der Dachpyramide sitzt ein goldener Pinienzapfen.
Der halbdunkle Innenraum öffnet sich durch einen eingeschossigen Anbau an der Nordseite, der Atrium, Werktagskapelle und Sakristei beherbergt. Von dort gelangt man in einen Vorraum, der über Arkaden den quadratischen Kirchenraum erschließt. Auch die Innenwände sind durch Pfeilervorlagen gegliedert, darüber hinaus tragen sie die Balken des offenen, scheunenartigen Holzdachstuhls. An der Chorwand öffnet sich eine einzige zentrale Nische zwischen den Wandpfeilern und markiert so die Altarzone. Diese erhebt sich über zwei Stufen frei im Raum.

## Ausstattung
Der Pinienzapfen auf dem Dach stammt von Klaus Balke.
Eine Holzskulptur der Kirchenpatronin enthält in ihrem Podest Reliquien der Heiligen sowie ein Stein aus dem Kloster Trebnitz; beides sind Geschenke einer Ordensschwester, die nach dem Zweiten Weltkrieg aus Trzebnica nach Westen geflüchtet war.
Zentral im Kirchenraum hängt ein 24-flammiger Radleuchter von Jakob Overzier mit elf Metern Durchmesser.
Das Altarkreuz ist die Kombination aus dem Korpus eines ehemaligen Südtiroler Wegekreuzes und einem neuen, von Jochem Pechau geschaffenen farbigen Kreuz in Form eines Lebensbaumes.
In der Werktagskapelle wurde eine Steinmadonna eingemauert, die der erste Pfarrer von St. Hedwig aus Spanien mitgebracht hatte.
Die an der Südwand aufgestellte dreimanualige Orgel von Paul Ott aus dem Jahr 1954 wurde im Jahr 1996 von Fischer & Krämer Orgelbau erweitert. Sie hat 18 Register.
Die Glocke, die außen am Gebäude – ohne Glockenturm – angebracht ist, wurde 1967 von Petit & Gebr. Edelbrock gegossen. Ihr Schlagton ist e2.